# Грер (Јужна Каролина)
Грер (енгл. Greer) град је у америчкој савезној држави Јужна Каролина.

## Демографија
По попису из 2010. године број становника је 25.515, што је 8.672 (51,5%) становника више него 2000. године.
| Група             | 2000.          | 2010.          |
| Белци             | 11.809 (70,1%) | 16.428 (64,4%) |
| Афроамериканци    | 3.283 (19,5%)  | 4.405 (17,3%)  |
| Азијати           | 195 (1,2%)     | 570 (2,2%)     |
| Хиспаноамериканци | 1.377 (8,2%)   | 3.687 (14,5%)  |
| Укупно            | 16.843         | 25.515         |